# 자오청구
자오청구(한국어: 초성구, 중국어: 蕉城區, 병음: Jiāochéng Qū)는 중화인민공화국 푸젠성 닝더시의 현급 행정구역이다. 넓이는 1537km2이고, 인구는 2007년 기준으로 430,000명이다.

## 기후
연평균 기온은 19.0℃, 연평균 강수량은 2046mm이다.

## 행정 구역
2개 가도, 10개 진, 3개 향, 1개 민족향을 관할한다.
- 가도: 초남 가도(蕉南街道), 초북 가도(蕉北街道).
- 진: 성남진(城南鎭), 장만잔(漳灣鎭), 칠도진(七都鎭), 팔도진(八都鎭), 구도진(九都鎭), 곽동진(霍童鎭), 적계진(赤溪鎭), 양중진(洋中鎭), 비란진(飛鵉鎭), 삼도진(三都鎭).
- 향: 홍구향(洪口鄕), 석후향(石後鄕), 호패향(虎貝鄕).
- 민족향: 김함 여족향(金涵畲族鄕).